# Rasheed Broadbell
Rasheed Broadbell (n. 13 august 2000, Kingston, Jamaica) este un atlet ce a reprezentat Jamaica, medaliat olimpic. A participat la o ediție a Jocurilor Olimpice (2024) în care a câștigat o medalie de bronz în proba de 110 m garduri.

## Palmares
| An   | Competiție          | Locație               | Loc | Eveniment     | Note  |
| ---- | ------------------- | --------------------- | --- | ------------- | ----- |
| 2022 | Campionatul Mondial | Eugene, Statele Unite | 10  | 110 m garduri | 13,27 |
| 2023 | Campionatul Mondial | Budapesta, Ungaria    | –   | 110 m garduri | DS    |
| 2024 | Jocurile Olimpice   | Paris, Franța         | 3   | 110 m garduri | 13,09 |